# 覚証寺 (調布市)
覚證寺（かくしょうじ）は、東京都調布市にある浄土真宗本願寺派の寺院。

## 歴史
1594年（文禄3年）、釋宗龍によって開山された。元々は信濃国に位置していたが、まもなく同宗派の西本願寺が創建した浜町御坊（後の築地本願寺）の寺中に入った。その後昭和初期までは、築地本願寺とともに歴史を歩んだ。
1923年（大正12年）の関東大震災に罹災したため、1929年（昭和4年）に築地本願寺から分かれて、東京府北多摩郡調布町飛田給（現・東京都調布市飛田給）に移転した。1944年（昭和19年）に調布飛行場の拡張工事に伴い、現在地に移転した。その際に、当時の本堂と庫裏を曳家で移転した。現在の本堂は2001年（平成13年）に、庫裏は2007年（平成19年）に建てられている。

## 水木しげるとの縁
当寺は水木しげるの墓所があることで知られている。水木の墓には、ゲゲゲの鬼太郎の登場人物である鬼太郎やねずみ男の石像が置かれている。また当寺には水木が描いた「二河白道図」を所蔵している。これは、ねずみ男が釈迦如来と阿弥陀如来の二尊によって救済される姿を描いたものである。

水木しげるの墓

## 交通アクセス
- 路線バス富士見町住宅前停留所より徒歩8分。